# أشرف بن عياد
أشرف بن عياد هو صحفيّ رياضي مغربي كان يعملُ كمراسلٍ لقناة قنوات الكأس القطرية، حيثُ يقومُ بتغطيّة آخر الأخبار إضافةً إلى بإجراء اللقاءات الصحفية كمراسل.
وُلد أشرف بمدينة طنجة وترعرعَ ودرسَ هناك ثمّ انتقلَ في وقتٍ لاحق إلى الدولة الإسبانيّة وهناك تمكّن من تعلم اللّغة الإسبانية وصارَ يتحدثها بطلاقة إلى جانبِ لغتهِ الأم العربية وكذا الإنجليزية.

## المسيرة المهنيّة
بدأَ أشرف عمله رفقةَ قناة بي إن سبورتس القطريّة كمعدٍ وقارئ للتقارير قبل أن يتخصّص في الكرة الاسبانية ومن ثمّ عُيّن على رأسِ مراسلي القناة في إسبانيا عمومًا وفي مدينة برشلونة خصوصًا.
يُعرف عن أشرف تشجيعهُ لنادي برشلونة الذي يحرصُ دومًا على تغطيّة كل مبارياته وآخر أخباره في مجال الانتقالات أو في باقي المجالات؛ كما يُعدّ أحد معجبي اللاعب الأرجنتيني ليونيل ميسي ويُؤمن بأنّه أفضلُ لاعبٍ في تاريخ كرة القدم. إلى جانبِ الفريق الكتالوني؛ فبن عياد مشجعٌ لاتحاد طنجة وهوَ الفريق الذي يُمثّل مسقط رأسه.